# Mitrasacme connata
Mitrasacme connata är en tvåhjärtbladig växtart som beskrevs av Robert Brown. Mitrasacme connata ingår i släktet Mitrasacme och familjen Loganiaceae. Inga underarter finns listade i Catalogue of Life.